# 現実的悪意
現実的悪意（げんじつてきあくい、英: actual malice）は、アメリカ合衆国連邦最高裁の判例上、名誉毀損に基づく損害賠償請求を認めるにあたって要求される要件としての表現者の認識。現実の悪意とも訳され、この概念を用いた上記判例法理のことを、現実の悪意の法理又は現実的悪意の法理という。

## 定義
現実の悪意の法理とは、公人が表現行為（典型的にはマスメディアによる報道）の対象である場合、行為者が、その表現にかかる事実が虚偽であることを知ってて、又は、虚偽であるか否かを無謀にも無視して表現行為に踏み切ったことを原告が立証しない限り、当該表現行為について私法上の名誉毀損の成立を認めない、とするものである。

## 歴史
米国では元々、名誉毀損的表現は表現の自由（憲法修正第1条）で保護されないが、表現の真実性を被告が証明する（真実性の抗弁）か、被告に特権がある場合には損害賠償を免れることができる、という枠組みがとられていた。しかし、1964年のニューヨーク・タイムズ対サリヴァン事件連邦最高裁判所判決により「現実的悪意の基準」が確立し、被告が故意に虚偽の表現をしたか真実性を不遜にも無視したと証明することが原告に求められるようになった。日本では現在でも真実性の証明義務は被告にある。
これはあくまで、公人（public figure）に関する表現行為についてのみ適用される法理とされている（Gertz v.RovertWelch,Inc.,418 U.S.323（1974年））。
アメリカにおいて当該法理が採用された背景としては、名誉毀損による損害賠償額が非常に高額であるという事情が指摘されている。
日本では現実的悪意について以下の裁判例がある。
- 北方ジャーナル事件の最高裁判決では谷口正孝の意見として「表現にかかる事実が真実に反し虚偽であることを知りながらその行為に及んだとき又は虚偽であるか否かを無謀にも無視して表現行為に踏み切った場合には、表現の自由の優越的保障は後退し、その保護を主張しえない」とした。
- 札幌病院長自殺事件の最高裁判決では「国会議員の国会発言において、国の損害賠償責任が肯定されるためには、当該国会議員が、その職務とはかかわりなく違法又は不当な目的をもって事実を摘示し、あるいは、虚偽であることを知りながらあえてその事実を摘示するなど、国会議員がその付与された権限の趣旨に明らかに背いてこれを行使したものと認め得るような特別の事情があることを必要」とした。

## 根拠
元来、名誉権などといった類の人権は、時の権力者が自身への反論を封じ込めるために用いられてきた経緯がある（例えば自分自身にとって都合の悪い記事を封じ込めるために侮辱罪や名誉毀損を用いたりするなど）。ゆえに殊更に、とくに公人の名誉権が一方的に強く主張されることは、民主制にとって大きな打撃となりうる。
自由な言論においては、誤った陳述が不可避であることを認め、しかしそうであったとしても自由な言論の息づくスペースを残すため、その誤りの存在さえも許した。これにより「被害者」が被害を立証し、勝訴するためには、以下のいずれかを証明しなければならなくなった。
- 発表者が嘘と知りつつ公表した。
- 嘘かどうかも考えずに発表した。

## 関係項目
- 言論の自由
- 名誉毀損